# Grazio Braccioli
Grazio Braccioli (1682 in Ferrara – 26. Juli 1752 ebenda) war ein italienischer Librettist.

## Leben
Braccioli war im Hauptberuf Jurist und Doktor der Rechts. Er lebte vorwiegend in Ferrara. Sein erstes Opernlibretto Crisippo schrieb er im Jahr 1710 für den Komponisten Floriano Arresti. Anschließend hielt er sich bis 1715 in Venedig auf, wo er als eine Art Haus-Librettist für das damals von Antonio Vivaldi geführte Teatro Sant’Angelo insgesamt neun weitere Opernlibretti schrieb. Sein bekanntestes Werk ist der Orlando furioso nach dem Epos Der rasende Roland von Ludovico Ariosto. Es wurde 1713 zunächst von Giovanni Alberto Ristori vertont und im folgenden Jahr von Vivaldi überarbeitet. 1727 erstellte Vivaldi eine Neufassung dieser Oper mit dem Titel Orlando. Außerdem entstanden diverse Pasticcio-Fassungen. Vivaldi selbst vertonte 1714 auch sein Libretto Orlando finto pazzo.
Nach seiner Rückkehr nach Ferrara schrieb Braccioli keine weiteren Opernlibretti mehr, betätigte sich aber in anderen literarischen Gebieten. Er war in Ferrara unter dem Pseudonym „Nigello Preteo“ Mitglied des dortigen Zweigs der Accademia dell’Arcadia.
In seinen Libretti verarbeitete er Episoden aus den epischen Werken von Ariosto, Matteo Maria Boiardo und Torquato Tasso. Sie zeichnen sich durch Phantasie und Einfallsreichtum aus und bewahren trotz der Reformbestrebungen der Zeit noch einige Charakteristiken der jeweiligen Vorlage.

## Werke
- Crisippo – Floriano Arresti, UA am 10. Mai 1710 im Teatro a S. Stefano in Ferrara; am 3. November 1710 im Teatro Angelelli in Bologna[3][Digitalisat 1]
- Armida in Damasco – Giacomo Rampini, UA am 17. Oktober 1711 im Teatro Sant’Angelo in Venedig[4][Digitalisat 2]
- La costanza in cimento con la crudeltà – Floriano Arresti, UA am 29. Dezember 1711 im Teatro Sant’Angelo in Venedig[5][Digitalisat 3]
- Arsinoe vendicata – Giovanni Maria Ruggieri, UA am 2. Februar 1712 im Teatro Sant’Angelo in Venedig[6][Digitalisat 4]
- La gloria trionfante d’amore – Giacomo Rampini, UA am 22. November 1712 im Teatro Sant’Angelo in Venedig[7][Digitalisat 5]
- Calfurnia – Johann David Heinichen, UA um den 7. Februar 1713 im Teatro Sant’Angelo in Venedig; 1716 als Die Römische Großmuht oder Calpurnia in der Oper am Gänsemarkt in Hamburg[8][Digitalisat 6]
- Orlando furioso – Giovanni Alberto Ristori, UA am 9. November 1713 im Teatro Sant’Angelo in Venedig[9][Digitalisat 7]
  - Antonio Vivaldi: Überarbeitung von Ristoris Oper als Orlando furioso, UA im Dezember 1714 im Teatro Sant’Angelo in Venedig[10]
  - Georg Caspar Schürmann (Pasticcio), UA im Februar 1722 im Theater Braunschweig[11][Digitalisat 8]
  - Antonio Bioni, UA im August/September 1724 im Teatro Sporck in Kuks; weitere Aufführungen 1724 in Prag und 1735 in Brünn (Pasticcio)[12][Digitalisat 9]
  - Orazio Pollarolo, UA Karneval 1725 im Teatro Arciducale in Mantua[13][Digitalisat 10]
  - Antonio Vivaldi, Neuvertonung, UA am 15. November 1727 als Orlando im Teatro Sant’Angelo in Venedig[14][Digitalisat 11]
  - mehrere weitere Pasticcio-Fassungen
- Rodomonte sdegnato – Michelangelo Gasparini, UA am 20. Januar 1714 im Teatro Sant’Angelo in Venedig[15][Digitalisat 12]
- Orlando finto pazzo – Antonio Vivaldi, UA um den 11. November 1714 im Teatro Sant’Angelo in Venedig[16][Digitalisat 13]
- Alessandro fra le Amazoni – Fortunato Chelleri, UA am 27. Oktober 1715 im Teatro Sant’Angelo in Venedig[17][Digitalisat 14]

## Digitalisate
1. ↑  Floriano Arresti: Crisippo. Libretto (italienisch), Ferrara 1710. Digitalisat der Biblioteca Nazionale Braidense
2. ↑  Giacomo Rampini: Armida in Damasco. Libretto (italienisch), Venedig 1711. Digitalisat der Biblioteca Nazionale Braidense
3. ↑  Floriano Arresti: La costanza in cimento con la crudeltà. Libretto (italienisch), Venedig 1712. Digitalisat des Museo internazionale e biblioteca della musica di Bologna
4. ↑  Giovanni Maria Ruggieri: Arsinoe vendicata. Libretto (italienisch), Venedig 1712. Digitalisat des Museo internazionale e biblioteca della musica di Bologna
5. ↑  Giacomo Rampini: La gloria trionfante d’amore. Libretto (italienisch), Venedig 1712. Digitalisat des Museo internazionale e biblioteca della musica di Bologna
6. ↑  Johann David Heinichen: Calfurnia. Libretto (italienisch), Venedig 1713. Digitalisat des Museo internazionale e biblioteca della musica di Bologna
7. ↑  Giovanni Alberto Ristori: Orlando furioso. Libretto (italienisch), Venedig 1713. Digitalisat des Museo internazionale e biblioteca della musica di Bologna
8. ↑  Georg Caspar Schürmann: Orlando furioso. Libretto (italienisch/deutsch), Braunschweig 1722. Digitalisat der Staatsbibliothek zu Berlin
9. ↑  Antonio Bioni: Orlando furioso. Libretto (deutsch), Schweidnitz 1724. Digitalisat der Wolfenbütteler Digitalen Bibliothek
10. ↑  Orazio Pollarolo: Orlando furioso. Libretto (italienisch), Mantua 1724. Digitalisat der Biblioteca Nazionale Braidense
11. ↑  Antonio Vivaldi: Orlando. Libretto (italienisch), Venedig 1727. Digitalisat des Museo internazionale e biblioteca della musica di Bologna
12. ↑  Michelangelo Gasparini: Rodomonte sdegnato. Libretto (italienisch), Venedig 1714. Digitalisat des Münchener Digitalisierungszentrums
13. ↑  Antonio Vivaldi: Orlando finto pazzo. Libretto (italienisch), Venedig 1714. Digitalisat des Museo internazionale e biblioteca della musica di Bologna
14. ↑  Fortunato Chelleri: Alessandro fra le Amazoni. Libretto (italienisch), Venedig 1715. Digitalisat des Museo internazionale e biblioteca della musica di Bologna